# Franciszek Kuszczak
Franciszek Kuszczak (ur. ok. 1864 w Sanoku, zm. 7 lutego 1937 tamże) – urzędnik, przedsiębiorca, działacz społeczny.

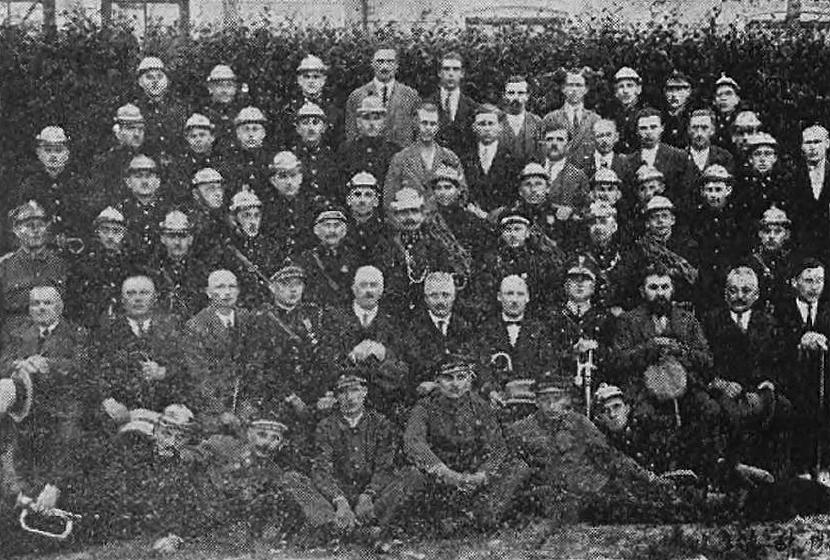
Powiatowy kurs pożarnictwa w Sanoku z 1928. Na zdjęciu Franciszek Kuszczak

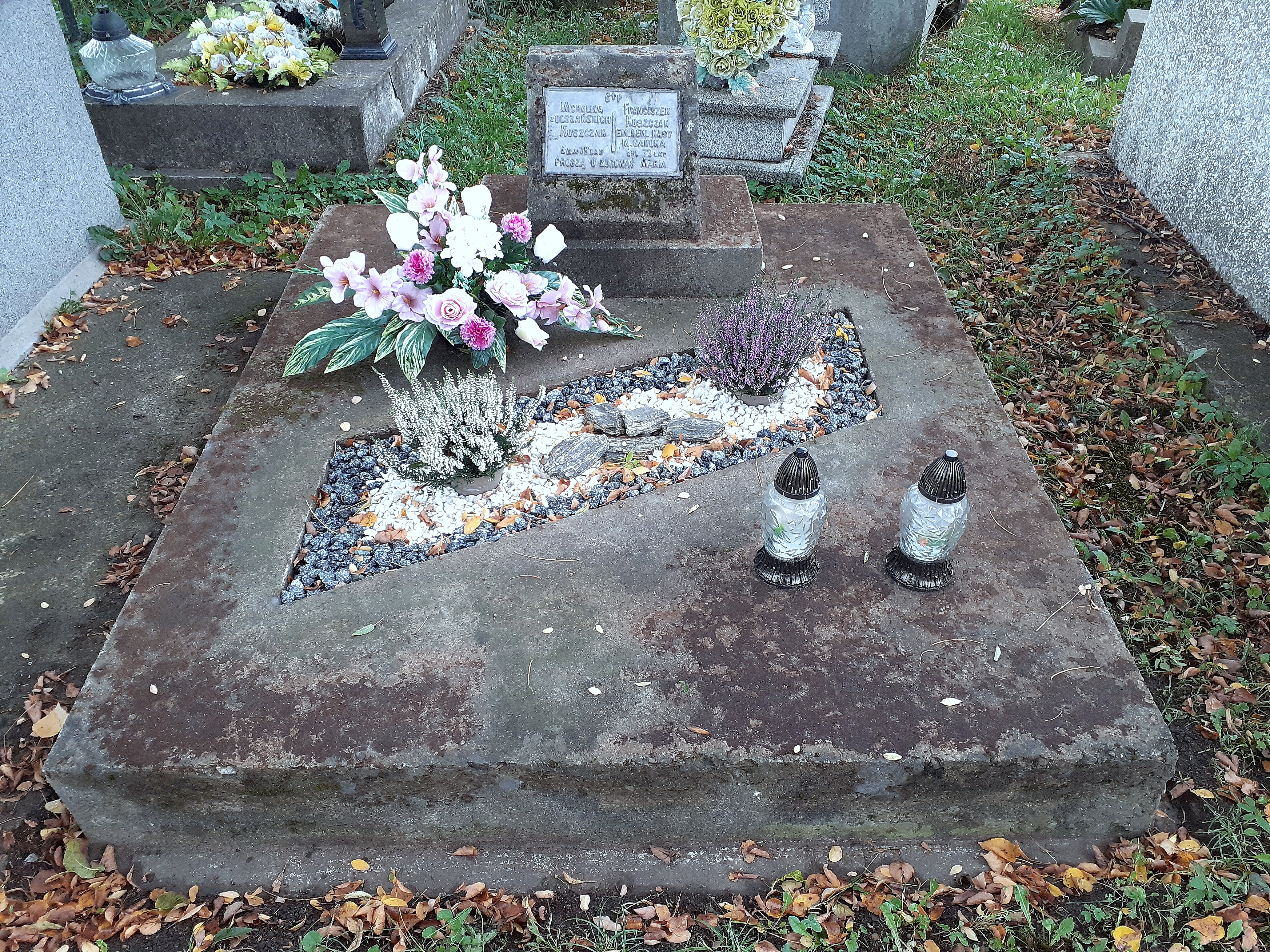
Grobowiec Franciszka i Michaliny Kuszczaków

## Życiorys
Urodził się około 1864 w Sanoku. Był synem Stefana i Agaty. 
Zamieszkiwał w Sanoku. Był członkiem dyrekcji założonego w 1884 stowarzyszenia zarobkowego pod nazwą Spółka Handlu Skór w Sanoku, członkiem dyrekcji założonego w 1886 w Sanoku stowarzyszenia spożywczego pod nazwą Okrużnaja Narodnaja Torhowla (obszczerstwo zarej. z ohran. porukoju). Od 23 sierpnia 1888 był zawiadowcą (zarządcą) Szpitala Powszechnego w Sanoku, a 16 grudnia 1890 otrzymał charakter stałego urzędnika. Posadę piastował do 1898 (wówczas określany też jako dozorca szpitala). Później był urzędnikiem w tymże szpitalu. 
22 listopada 1900 został mianowany kontrolerem miejskim w Sanoku i w związku z tym wygasł jego mandat radnego Rady Miejskiej. Od tego czasu sprawował stanowisko kontrolera kasy miejskiej oraz rachmistrza w magistracie miasta Sanoka, obejmując posadę dotychczas zajmowaną przez Pawła Stepka (stanowisko było określane także jako buchalter wzgl. rewident lub kasjer kasy miejskiej. 6 marca 1902 otrzymał charakter stałego urzędnika miejskiego.
Pod koniec XIX wieku dzierżawił od miasta starą rzeźnię, gdzie wybudował nowy budynek, w którym ulokowano działalność Towarzystwa Muzyki Ochotniczej w Sanoku, którego 25 marca 1895 został wydziałowym. Należał do ochotniczej straży pożarnej w Sanoku. Na przełomie XIX/XX wieku w Związku Okręgowym nr V w Sanoku (w ramach Krajowego Związku Ochotniczych Straży Pożarnych w Królestwie Galicji i Lodomerii z Wielkim Księstwem Krakowskim) był sekretarzem rady zawiadowczej oraz zastępcą naczelnika, a na początku XX wieku został naczelnikiem rady zawiadowczej. W 1899 został odznaczony ustanowioną w 1896 honorową odznaką Krajowego Związku Ochotniczych Straży Pożarnych w Galicji za nieprzerwaną, walką i wierną służbę przez 25 lat, a w 1904 tym samym odznaczeniem za 30 lat służby i w tym czasie wszedł w skład komitetu organizującego galicyjski XI. Krajowy Zjazd Strażacki w Sanoku. W okresie II Rzeczypospolitej nadal działał w OSP. Wówczas był honorowym naczelnikiem V Okręgu. Na przełomie lat 20./30. sprawował stanowisko naczelnika zarządu powiatowego OSP w Sanoku.
10 kwietnia 1887 został wybrany członkiem wydziału oddziału Towarzystwa „Rodzina” w Sanoku. Był członkiem na początku istnienia sanockiego gniazda Polskiego Towarzystwa Gimnastycznego „Sokół” na początku lat 90. XIX wieku. Działał w Czytelni Mieszczańskiej w Sanoku, funkcjonującej w budynku Ramerówka, w której 3 marca 1895 został wybrany bibliotekarzem, wybierany 17 stycznia 1904 członkiem komisji rewizyjnej, 28 stycznia 1905 członkiem komisji szkontrującej. Na początku XIX wieku był członkiem dyrekcji Towarzystwa Wzajemnego Kredytowego „Beskid” (Obszczestwo Wzaimnoho Kredytu „Beskid”) działającego w budynku przy ul. Tadeusza Kościuszki. Działając w ramach sanockiego oddziału Towarzystwa Wzajemnej Pomocy Rękodzielników i Przemysłowców „Rodzina” 25 kwietnia 1904 został wybrany delegatem do rady nadzorczej oraz prezesem wydziału tej organizacji; powtórnie wybrany prezesem 25 lutego 1906, ponownie wybrany prezesem 28 kwietnia 1907, także delegatem na walne zgromadzenie, znów wybrany prezesem 2 kwietnia 1911 oraz delegatem do rady nadzorczej, w kolejnym roku wybrany 14 kwietnia 1912. 31 maja 1904 został ponownie członkiem komisji rewizyjnej Powiatowego Towarzystwa Zaliczkowego w Sanoku.
Był hodowcą drobiu, został członkiem założonej 11 stycznia 1903 w Sanoku pierwszej filii lwowskiego Towarzystwa Chowu Drobiu, Gołębi i Królików. Został zastępcą dyrektora założonego 29 marca 1919 i zarejestrowanego 29 kwietnia tego roku Związku Kupców i Przemysłowców w Sanoku.
Franciszek Kuszczak w okresie międzywojennym zamieszkiwał przy ulicy Jana III Sobieskiego w domu uprzednio należącym do rodzin Płazów i Gondylowskich, następnie do Lewickich. Z pierwszą żoną Wiktorią z domu Burnatowicz był żonaty od około 1881 (zm. 27 lipca 1885 w wieku 23 lat) i miał synów Aleksego Wiktora (ur. 1882, nauczyciel) i Witolda Franciszka (ur. 20 stycznia 1883, zm. 2 lipca 1885). Z drugą żoną, Michaliną z domu Olszańską herbu Jastrzębiec miał pięcioro dzieci, w tym synów Mirona Józefa (ur. 1889, w II RP zastępca ojca na stanowiska OSP w Sanoku, naczelnik Podhalańskiej Ochotniczej Straży Pożarnej w Sanoku, od 1929 powiatowy instruktor pożarnictwa w Sanoku, oficer i naczelnik Okręgu V Małopolskiego Związku Straży Pożarnych, poniósł śmierć w Auschwitz-Birkenau w 1941), Stefana (ur. 1892), Jarosława (ur. 1899). Na początku XX wieku rodzina Kuszczaków zamieszkiwała w Sanoku przy ulicy Szpitalnej 217.
Zmarł 7 lutego 1937 w Sanoku w wieku 73 lat. Został pochowany na cmentarzu przy ul. Jana Matejki w Sanoku. Jego żona Michalina zmarła 3 kwietnia 1945 w wieku 82 lat i została pochowana w grobie męża. Nagrobek pierwszej żony Wiktorii i syna Witolda znajduje się naprzeciwko grobowca Franciszka i Michaliny.